# محمد العمری (بازیکن فوتبال)
محمد العمری (عربی: محمد العمري؛ زادهٔ ۲۶ نوامبر ۱۹۹۱) یک ورزشکار اهل عربستان سعودی است.
از باشگاه‌هایی که در آن بازی کرده‌است می‌توان به باشگاه فوتبال الاتحاد و باشگاه فوتبال الرائد عربستان سعودی اشاره کرد.